# Leini
Leini (piemontesiska: Leinì) är en ort och kommun i storstadsregionen Turin, innan 2015 provinsen Turin, i regionen Piemonte, Italien. Kommunen hade 16 375 invånare (2017).